# Creedita
La creedita o belyankita es un mineral de la clase de los minerales haluros. Fue descubierto en 1916, nombrándolo por la localidad donde se encontró, Creede, en el Condado de Mineral (Colorado) (EE. UU.).

## Características químicas
Químicamente es una sal de aluminio compleja.

## Formación y yacimientos
Se ha encontrado en las porciones superiores de los filones de barita-fluorita, dentro de las masas graníticas.

## Imágenes de variedades

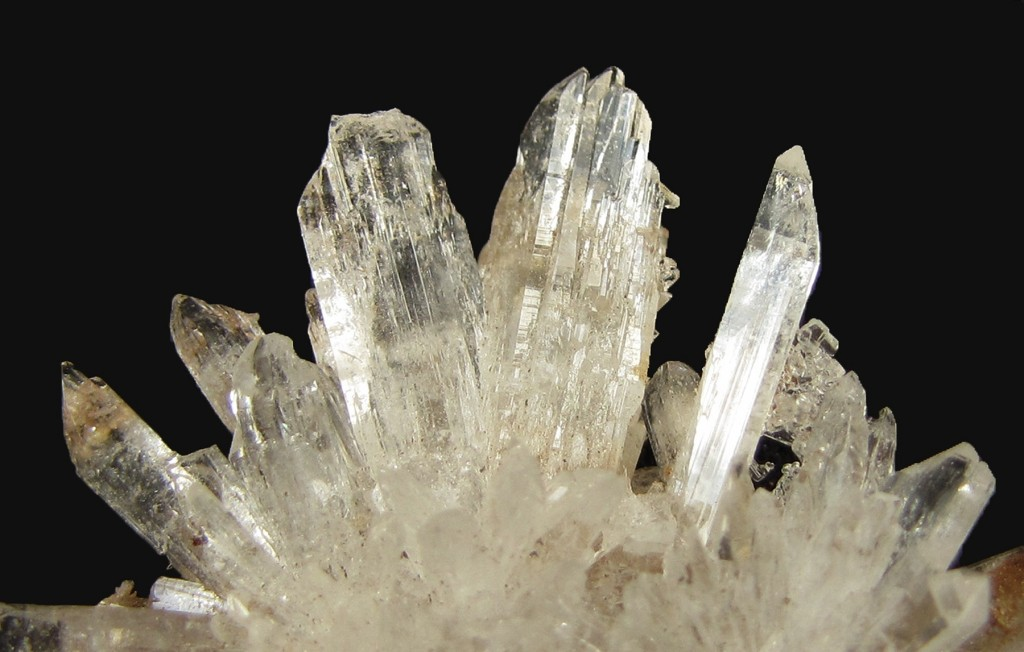
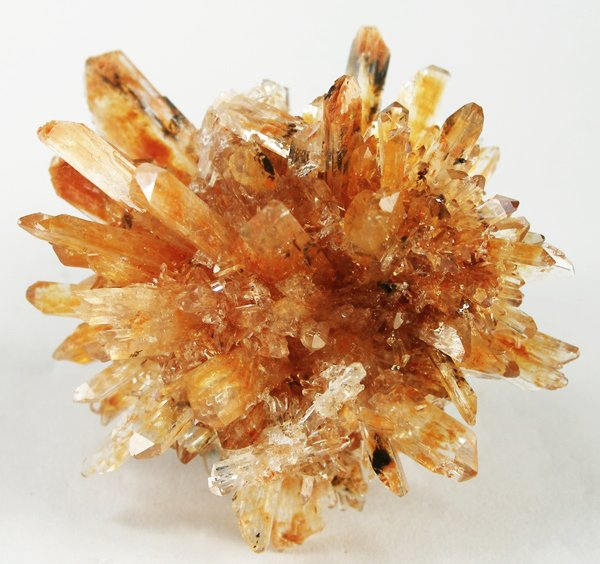